# European Civil Aviation Conference
De European Civil Aviation Conference (ECAC) of Conference Europeenne de l'Aviation Civile (CEAC) is een internationale organisatie met nauwe banden met de Verenigde Naties, de International Civil Aviation Organization, de Raad van Europa en de instellingen van de Europese Unie, zoals EUROCONTROL en de Joint Aviation Authorities. De ECAC is opgericht in 1955 om "de verdere ontwikkeling van een veilig, efficiënt en duurzaam Europees luchtvaartsysteem te bevorderen door het harmoniseren van beleid en praktijken in de lidstaten en het bevorderen van inzicht over het beleid en de praktijk tussen de lidstaten en andere delen van de wereld".

## Leden
ECAC, EUROCONTROL en EU-leden:
- België (1955)
- Nederland (1955)
- Luxemburg (1955)
- Frankrijk (1955)
- Duitsland (1955)
- Verenigd Koninkrijk (1955)
- Ierland (1955)
- Portugal (1955)
- Griekenland (1955)
- Malta (1979)
- Cyprus (1969)
- Hongarije (1990)
- Oostenrijk (1955)
- Denemarken (1955)
- Slovenië (1992)
- Zweden (1955)
- Tsjechië (1991)
- Italië (1955)
- Slowakije (1991)
- Spanje (1955)
- Finland (1955)
- Polen (1990)
- Bulgarije (1991)
- Roemenië (1991)
- Litouwen (1992)
- Letland (1993)
- Kroatië (1992)

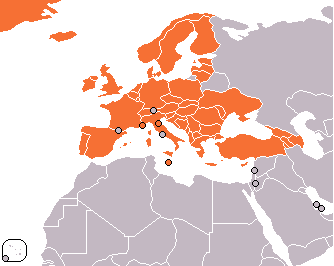
European Civil Aviation Conference

ECAC en EUROCONTROL-leden buiten de EU:
- Turkije (1955)
- Zwitserland (1955)
- Noorwegen (1955)
- Noord-Macedonië (1997, als FYROM)
- Monaco (1989)
- Moldavië (1996)
- Montenegro (2008)
- Albanië (1998)
- Bosnië en Herzegovina (2002)
- Oekraïne (1999)
- Servië (2002, als Servië en Montenegro)
- Armenië (1996)

ECAC en EU-leden buiten EUROCONTROL:
- Estland (1995)
- Georgië (2005)

ECAC-leden:
- IJsland (1955)
- Azerbeidzjan (2002)